# Otto Stein (Indologe)
Otto Stein (geboren 21. Oktober 1893 in Saaz (Žatec), Österreich-Ungarn; gestorben 1942) war ein tschechischer Indologe und Opfer des Holocaust.

## Leben
Otto Stein war der Sohn des Hopfenhändlers Alois Lazar Stein und seiner Frau Charlotte geb. Gerstl. Er hatte einen jüngeren Bruder Pavel († 1949). Nach der Matura studierte Stein von 1912 bis 1918 Indologie, Ethnologie, Gräzistik und Alte Geschichte an der Karl-Ferdinands-Universität in Prag. Am meisten beeinflussten ihn der Althistoriker Heinrich Swoboda und der Indologe Moriz Winternitz, die auch seine Dissertation betreuten. Während des Ersten Weltkriegs unterbrach er sein Studium 1916/1917 und nahm an den Kämpfen in Italien teil. Nach seiner Rückkehr wurde Stein 1918 zum Dr. phil. promoviert. In seiner Dissertation verglich er den Indienbericht des griechischen Autors Megasthenes mit dem indischen Staatslehrbuch Arthashastra.
Ab 1919 arbeitete Stein als Assistent bei Moriz Winternitz. 1922 habilitierte er sich für indische Philologie und hielt seitdem als Privatdozent Vorlesungen. Seine Forschung konzentrierte sich auf altindische Sprachdenkmäler und literarische Texte. Er beschäftigte sich aber auch mit der indischen Religions-, Rechts- und Sozialgeschichte. Am 27. Mai 1929 wurde er zum Mitglied der Research Section des Oriental Institute in Prag gewählt. In dieser Eigenschaft übernahm er auch die Herausgabe des Archiv Orientální (1929) und der Pariser Bibliographie Bouddhique (1930).
Nach der Emeritierung seines akademischen Mentors Winternitz wurde Stein zu dessen Nachfolger ernannt. Er wurde 1930 zum außerordentlichen und 1935 zum ordentlichen Professor der indischen Philologie und Altertumskunde ernannt. Im Jahr 1931/1932 unternahm Stein eine längere Vortrags- und Studienreise durch Indien. 1932 trat er dem Kulturbeirat des Journal of Indian History bei.
In den 1930er Jahren zählte Stein zu den weltweit führenden Indologen. Doch durch die politische Entwicklung jener Zeit wurde seine Laufbahn jäh unterbrochen. Nach der Annexion des Sudetenlandes durch das Deutsche Reich (1938) nahm die negative Stimmung der tschechischen Bevölkerung gegenüber jüdischen Hochschullehrern zu. Stein reiste mit seiner Frau Gertruda nach dem Orientalistenkongress in Brüssel nach London, wo der Fachgenosse Herbert Niel Randle dem Ehepaar Asyl anbot. Das Ehepaar Stein nahm das Angebot an, kehrte aber vorerst nach Prag zurück, um seine Angelegenheiten zu ordnen. Währenddessen verschärfte sich die Bedrohung. Zum 10. Januar 1939 wurde Otto Stein wie viele andere jüdische Professoren von der tschechischen Regierung beurlaubt. Daraufhin verschifften die Steins ihre Habe nach England und stellten einen Ausreiseantrag, jedoch erhielten sie kein Visum und blieben in Prag. Nach der Zerschlagung der Tschechoslowakei wurde Stein von den Nationalsozialisten ohne Bezüge in den Ruhestand versetzt. Zusammen mit seiner Frau wurde er am 21. Oktober 1941 in das Ghetto Litzmannstadt (Łódź) deportiert. Von dort sollten beide im Frühjahr 1942 in ein Konzentrationslager verbracht werden, wo sie aber nie ankamen. Höchstwahrscheinlich starb das Ehepaar auf dem Transport. Sie wurden 1947 für tot erklärt.
Otto Steins Forschungsarbeit wurde noch lange nach seinem Tod rezipiert. Sein fundierter und ausführlicher Artikel über Megasthenes in Paulys Realencyclopädie der classischen Altertumswissenschaft (1931) blieb grundlegend. Für den „großen Pauly“ verfasste er über 150 Artikel.

## Schriften (Auswahl)
- Megasthenes und Kautilya. Wien 1921 (Dissertation; online bei Archive.org).
- Megasthenes 2. In: Paulys Realencyclopädie der classischen Altertumswissenschaft (RE). Band XV,1, Stuttgart 1931, Sp. 230–326.
- Friedrich Wilhelm (Hrsg.): Otto Stein. Kleine Schriften. Stuttgart 1985 (mit Biografie, Porträt und Schriftenverzeichnis).

Herausgeberschaft
- mit Wilhelm Gampert: Festschrift Moriz Winternitz, 1863 – 23. Dez. 1933. Leipzig 1933.
- mit Moriz Winternitz: Indologica Pragensia. Brünn 1929ff.